# Larry Hillblom
Larry Lee Hillblom (12 tháng 5 năm 1943 - 21 tháng 5 năm 1995) là một tỷ phú, doanh nhân người Mỹ và là người đồng sáng lập công ty vận chuyển DHL Worldwide Express. Sau khi gặp tai nạn và mất tích trên biển, người quản lý tài sản của ông đã chi ra 360 triệu USD cho 4 người con ngoài giá thú, là hậu quả mà ông đã tạo ra trong quá trình thực hiện du lịch tình dục tại các nước Đông Nam Á trong quá trình đi du lịch và đầu tư.

## Cuộc sống đầu đời và Giáo dục
Larry Hillblom sinh ngày 12 tháng 5 năm 1943 và lớn lên ở Kingsburg, California, Hoa Kỳ.
Trong thời trẻ, ông đến Nhà thờ Concordia Lutheran và theo học tại Trường trung học Kingsburg.:7 Ông theo học tại Đại học Reedley và Đại học Tiểu bang California tại Fresno, cuối cùng lấy bằng luật tại trường luật của Đại học California tại Berkeley và một thời gian ngắn làm thư ký cho luật sư Melvin Belli hành nghề tại San Francisco.

## Lịch sử công ty
Vào tháng 12 năm 1969, Matson Navigation Co. đã đưa các tàu container mới (Lớp Doanh nghiệp Hawaii) vào tuyến hàng hóa Hawaii của mình. Chúng nhanh hơn đáng kể so với những con tàu cũ mà chúng thay thế, và chúng đã tiết kiệm thời gian vượt biển từ bờ biển phía Tây Hoa Kỳ đến Hawaii vài ngày. Nhưng với những con tàu nhanh hơn này, Bưu điện Hoa Kỳ không thể giao chứng từ vận chuyển cho khách hàng ở Hawaii của họ trước khi hàng đến.
Hillblom tiếp cận Matson và nói với họ rằng anh ta có thể giao tài liệu của họ kịp thời. Anh ta đã làm như vậy bằng cách mua vé cho những hành khách đi máy bay có thể mang theo 350 pound (160 kg) hành lý kèm theo và gửi chứng từ vận chuyển của Matson cùng những hành khách này. Các công ty Hawaii khác biết tin này, họ đã chủ động tìm hiểu và tiếp cận Hillblom để nhờ doanh nghiệp của anh ta chuyển giúp các tài liệu nhạy cảm cần thời gian vận chuyển nhanh.
Năm 1969 Hillblom đồng sáng lập DHL; công ty sau đó được chuyển đổi thành một hãng chuyển phát hàng không, và khối tài sản của Hillblom đã tăng lên vài tỷ đô la. Trong những năm 1980, ông chuyển đến Saipan, nơi ông bắt đầu một số dự án kinh doanh và phát triển ở Hawaii, Việt Nam và Philippines.

## Cuộc sống ở châu Á
Tại Việt Nam, ông đã chi 40 triệu USD để trùng tu khách sạn Dalat Palace và sân gôn. Các khoản đầu tư khác bao gồm Novotel Đà Lạt, Novotel Phan Thiết, Sân gôn Ocean Dunes và Căn hộ ven sông bên ngoài Thành phố Hồ Chí Minh. Khoản đầu tư được thực hiện thông qua một công ty mẹ ở nước ngoài để tránh lệnh cấm vận của Mỹ đối với Việt Nam. Khách sạn Dalat Palace khai trương vào năm 1995 dưới quyền sở hữu của Hillblom và các đối tác Việt Nam của ông với nhân sự quản lý do Accor cung cấp.

## Mất tích
Hillblom là một người đam mê máy bay và sở hữu một số máy bay cổ. Thủy phi cơ của ông bị rơi vào ngày 21 tháng 05 năm 1995, trên chuyến bay từ đảo Pagan đến Saipan. Thi thể của phi công, Robert Long, và một đối tác kinh doanh đã được tìm thấy sau đó, nhưng thi thể của Hillblom không bao giờ được tìm thấy.

## Tranh cãi về con rơi
Năm 1982, Hillblom đã thực hiện viết di chúc, và theo di chúc thì ông để toàn bộ tài sản của mình lại cho Đại học California, San Francisco (UCSF), và trong di chúc đó không hề nhắc đến bất cứ một người con nào. Chính điều này đã gây ra tranh cãi sau khi Hillblom qua đời, những đứa con rơi của ông đã thực hiện các vụ kiện để đòi quyền thừa kế, trong đó có một đứa con gốc Việt tên là Nguyễn Bé Lory, là kết quả của chuyện tình một đêm  giữa ông với một cô hầu phòng tên là Nguyễn Thị Bé, trong chuyến đi công tác đến Việt Nam.
Sau vụ tai nạn trên biển của Hillblom, và xác định là ông đã chết, có tất cả 8 đứa bé được cho là con rơi của ông ở Đông Nam Á và Châu Đại Dương, vì không tìm thấy thi thể của Hillblom nên không thể thực hiện xét nghiệm ADN để xác định huyết thống, trong khi đó mẹ của ông thì từ chối dùng mẫu ADN của bà. Kết quả so sánh mẫu ADN của những đứa trẻ đã cho thấy rằng 4 người trong số đó có chung một người cha.
Đến cuối năm 1998, sau rất nhiều lần luật sư hai bên vận động, mẹ Hillblom mới cho lấy mẫu xét nghiệm ADN. Kết quả chỉ có 4 trong 8 đứa trẻ mới chính thức là máu mủ của ông, bao gồm: Lory Nguyễn/Nguyễn Bé Lory (Việt Nam); Jellian Cuartero, 5 tuổi và Mercedita Feliciano, 4 tuổi (Philippines); và Larry Hillbroom Jr. (Palau). Trong dàn xếp cuối cùng, mỗi đứa trẻ nhận được khoản thừa kế là 90 triệu USD, giảm xuống còn khoảng 50 triệu USD sau khi trừ thuế và phí, 240 triệu USD còn lại được chuyển đến Quỹ Hillblom, theo nguyện vọng của Hillblom và quyên góp quỹ cho Đại học California, San Francisco (UCSF), để nghiên cứu y học.
Một bộ phim của Alexis Spraic ghi lại quá trình theo đuổi pháp lý thừa kế diễn ra sau cái chết của Hillblom, có tựa đề Shadow Billionaire được công chiếu lần đầu tại Liên hoan phim Tribeca.